# Русский культурный центр во Львове
Ру́сский культу́рный центр во Льво́ве (укр. Російський культурний центр у Львові) — старейший русский культурный центр на территории СНГ и долгое время единственный на территории Украины.
Осенью 1990 года решением Львовского областного совета на баланс Русского общества им. А. С. Пушкина было передано здание на улице Короленко, 1а, примыкавшее к территории Свято-Георгиевского храма (УПЦ МП). Здание, в котором располагался РКЦ, построено монахами-францисканцами в 1932—1934 гг. и длительное время использовалось как кинотеатр. Архитектор Вавжинец Дайчак.

## История центра
В апреле 1994 года удалось отремонтировать одну комнату в полуразрушенном здании — «малый зал». В нём прошли первые мероприятия, в том числе первые детские новогодние утренники. Летом 1996 года завершён ремонт и обустройство актового зала. 22 сентября того же года в нём состоялся первый концерт, посвященный 740-летию города Львова. В январе 1997 года был оборудован портал сцены, а в июле сцена была «одета» в кулисы и падуги. В январе 1997 года в «малом зале» открыта библиотека (сейчас с фондом более 8 тысяч книг), собранная членами Русского общества им. Пушкина. Толчком к созданию библиотеки послужило решение местной власти об изъятии из книжных фондов школьных и ведомственных библиотек литературы на русском языке. Открытие в центре действующей библиотеки, основу которой составляли бы произведения русской, советской и зарубежной классики, стало делом принципа. Фактически подлинным центром русской культуры РКЦ становится именно с этого времени, так как до этого помещения были совершенно непригодны для проведения там каких-либо культурных или массовых мероприятий.
Ремонтом занимались члены Русского общества им. Пушкина, которые организовывали для этого субботники. Средства на проведение ремонта и оплату больших долгов за коммунальные услуги предоставили местные предприниматели, в основном Александр Свистунов. Ранее местом проведения концертов и собраний обычно выступал Областной дом офицеров, а также театр им. Марии Заньковецкой, Дворец культуры железнодорожников (РОКС) и актовый зал школы № 35.
Первым директором РКЦ стал основатель Русского общества им. Пушкина Сергей Анатольевич Сокуров.

## Деятельность

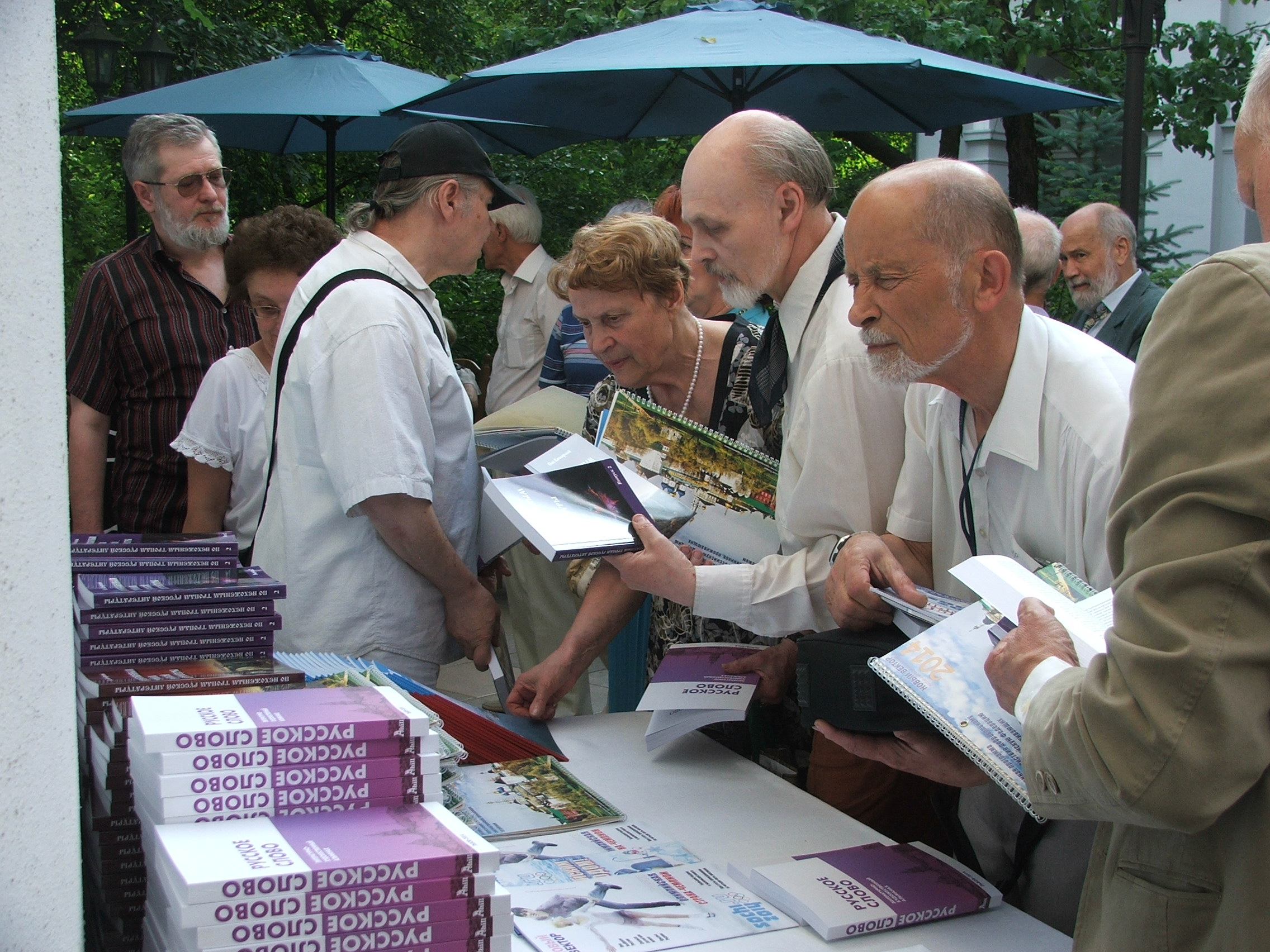
Презентация литературно-художественного альманаха «Русское Слово», приуроченная к Дню России

Деятельность РКЦ сознательно направлена на культивирование русской культуры в условиях языковой и национальной ассимиляции, сокращения численности русской диаспоры во Львове в силу демографических факторов. РКЦ активно сотрудничает с украинскими политическими партиями левой направленности, с 1998 также с Партией регионов, с Генеральным консульством России во Львове, с русскими организациями в других регионах Украины и организациями других национальных меньшинств во Львове и области. РКЦ привлекает людей любого происхождения, для которых русская культура является родной, и помогает другим организациям меньшинств.
В Русском Доме проходят концерты, литературно-музыкальные и поэтические вечера, выставки живописи и фотографии, проходят встречи с деятелями культуры, лекции, конкурсы, чтения, дискотеки.
Руководство РКЦ сообщает о том, что в его помещении действуют:
- ассоциация содействия русскому образованию,
- женский клуб «Лада»,
- Русский молодёжный центр,
- казаческое землячество,
- Питер-клуб,
- военно-исторический клуб,
- клуб любителей истории Львова «Клио»,
- ассоциация журналистов,
- ассоциация литераторов,
- ассоциация художников,
- клуб авторской песни,
- театр,
- студия танца,
- клуб интересных встреч,
- клуб интеллектуальных игр,
- библиотека,
- детские студии: балетная, рисунка, эстетического развития,
- работает юрист и консультативно-медицинский центр,
- постоянно проводятся концерты и конкурсы, выставки.

Русский культурный центр занимается уходом за захоронениями русских воинов Первой мировой войны и советских воинов Великой Отечественной войны на Холме славы во Львове, завершил реставрацию могильного памятника русским воинам, сражавшихся в Галиции в 1914—1915 гг..
В помещении РКЦ проходят собрания и съезды актива русских организаций. Фактически РКЦ стал средоточием деятельности Русского общества им. Пушкина как культурного крыла русского движения во Львове, а также политических организаций «Русское движение Украины» (РДУ) и партии «Русский блок» (ПРБ). РКЦ дал руководство и активистов для данных всеукраинских организаций: А. Г. Свистунов (РДУ и ПРБ),О. Ю. Лютиков (председатель политсовета ПРБ), А. В. Прокопенко (заместитель председателя ПРБ), В. Н. Савицкий (член политсовета ПРБ).
Деятельность Русского дома вызывала критику и неудовольствие со стороны многих львовских политических и общественных организаций.
Работа по поддержанию русской культуры была оценена властями России. В январе 2004 года Владимир Путин наградил Орденом Дружбы директора РКЦ Валерия Провозина.
Много лет РКЦ никем не финансируется. Центр существует на добровольные пожертвования бизнесменов, предпринимателей, членов Русского общества им. Пушкина и русской общины.

## Нападения на РКЦ
Хроника нападений

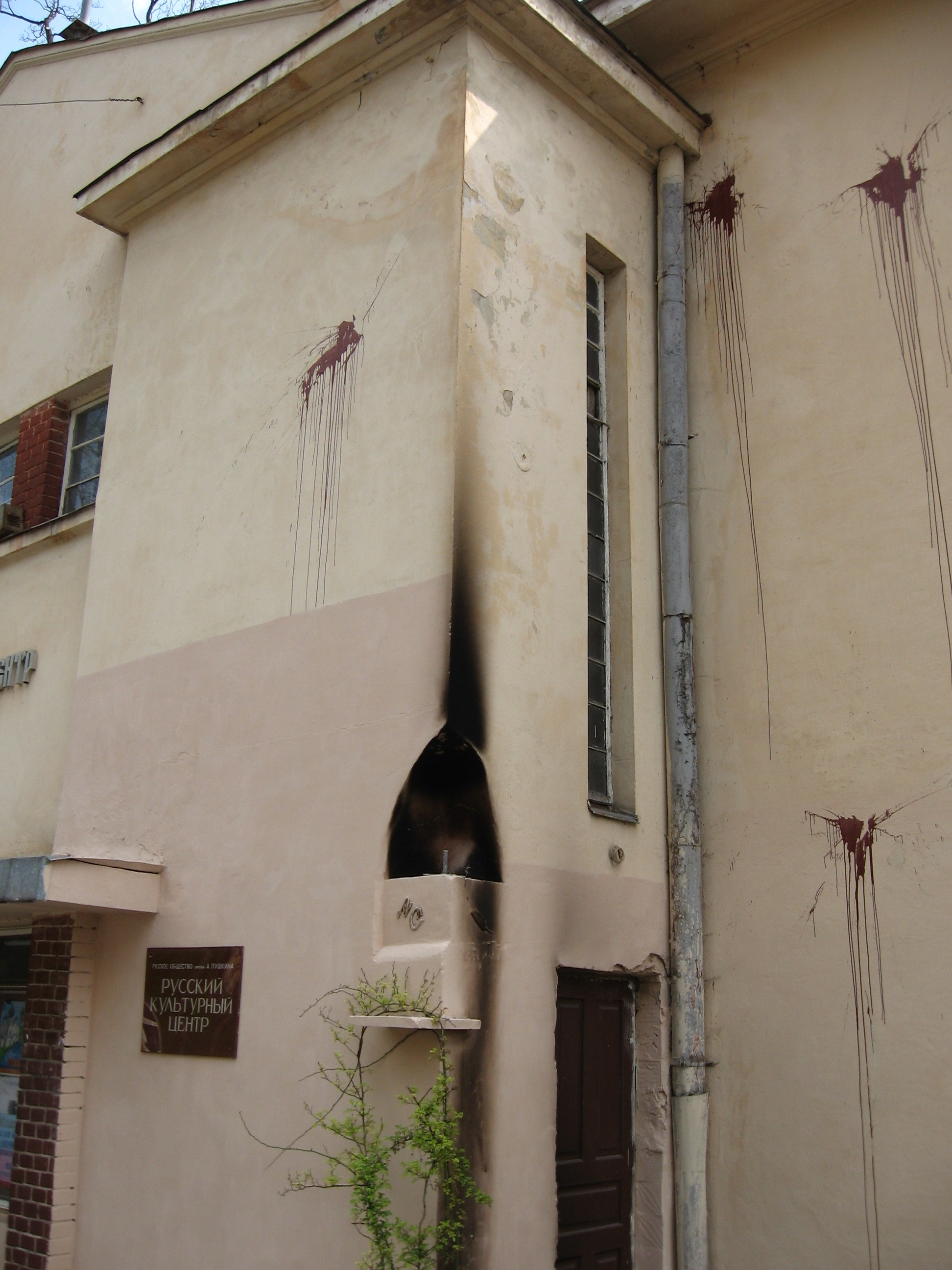
После нападения вандалов в 2007 году

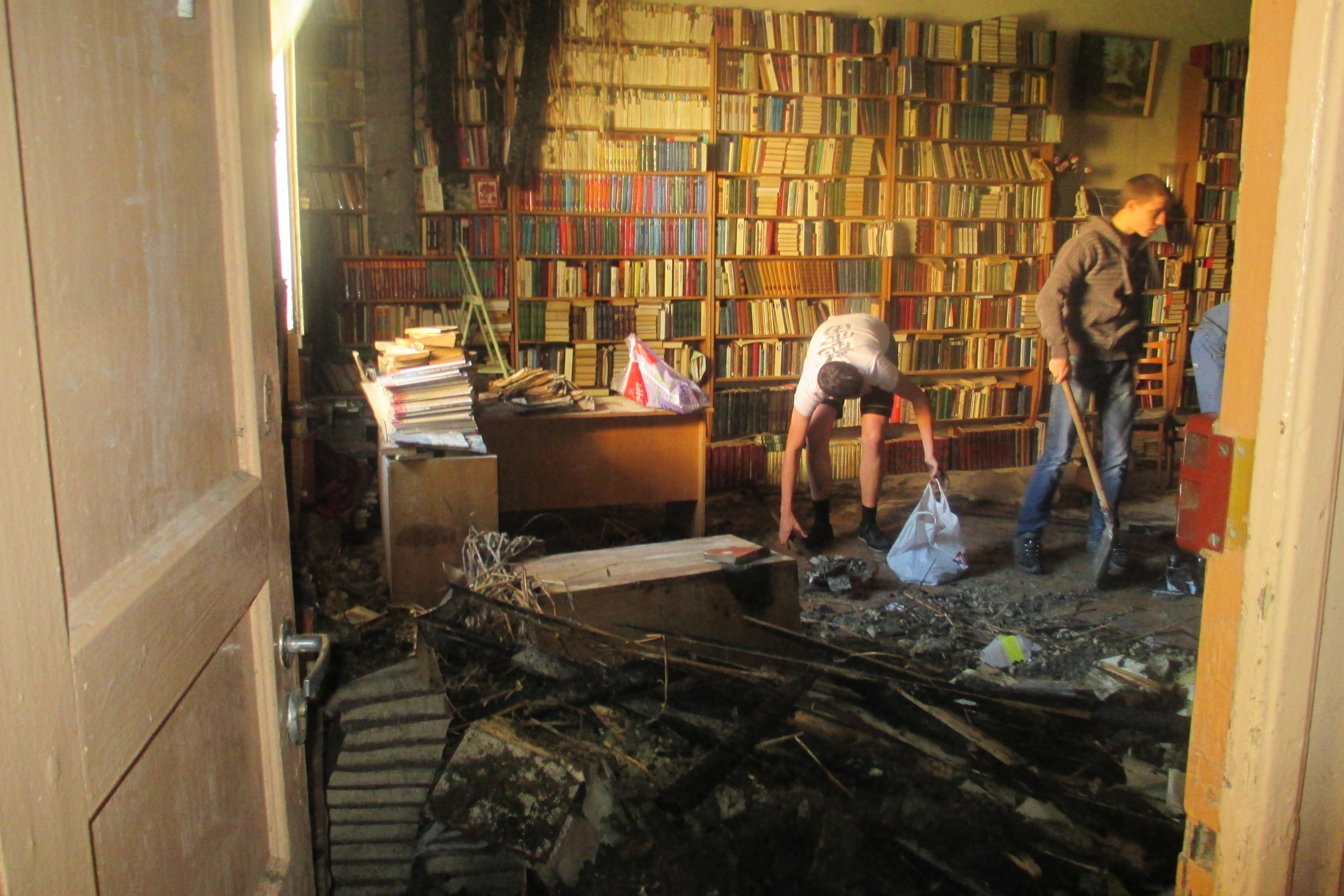
Помещение библиотеки после майского пожара в 2014 году

- 24 октября 1995 года в окно служебного помещения было произведено два выстрела из малокалиберного оружия[3].
- Осенью 1996 года в здание в очередной раз стреляли.
- В ночь на 19 мая 1997 года в окна центра брошены бутылки с зажигательной смесью. Начавшийся пожар успели быстро потушить пожарные, вызванные членом Общества А.Великим, живущем в доме напротив РКЦ. Двойные рамы одного из окон почти полностью сгорели (в это окно летели бутылки, две из которых застряли в переплетении рам, вызвав их возгорание). Сгорели две шторы. Третья, невзорвавшаяся, бутылка с горючей жидкостью упала на мягкое кресло в зале. Утром 19 мая неизвестный обзвонил редакции львовских газет и заявил, что это предупреждение «проклятым москалям, под которыми во Львове будет гореть земля»[4]. Общественность Львова выразила протест и возмущение в связи с нападением на РКЦ. Один из членов Общества в те дни написал стихи:

Направленные злобной местью,

Не в танк, плюющийся огнём,

Летят бутылки с адской смесью,

Летят во Львове в Русский дом.

- 19 июля 1998 года, в день когда в РКЦ отмечали 125-летие Тютчева, вандалы начертили на фасаде свастику и слова «Геть москалів». На следующий день к ним добавилась фраза «Добрий москаль — мертвий»[5].
- В ночь на 4 октября 1998 года (день рождения С. Есенина) была совершенна попытка подрыва здания РКЦ. Двухлитровая бутылка с горючей смесью, смешанной с какими-то металлическими опилками, была привязана к прочной сетке, закрывающей окно библиотеки РКЦ. Сквозь ячейки сетки преступник разбил стекло и в образовавшееся отверстие пропустил шланг, прикрепленный к горлышку бутылки. Когда горючая смесь потекла в помещение библиотеки, туда же был брошен факел. По счастливой случайности ни пожара, ни взрыва не произошло: густая смесь слишком медленно текла по шлангу и факел успел погаснуть[6].
- 12 апреля 2000 года (в День космонавтики) камнями были выбиты все окна на фасаде РКЦ[7].
- В ночь на 17 мая 2001 года неизвестные взорвали боковую дверь, разбили витринное стекло. На стене фасада появилась надпись латинскими буквами «Месть галичан». Утром того же дня в редакцию популярной газеты «Поступ» позвонил неизвестный, который сообщил, что ответственность за совершенное берет на себя организация «Галицкие волки»[8].
- В мае 2002 года трое неизвестных разбили окна центра[9].
- 5 января 2003 года Братство Степана Бандеры в честь 94-летнего юбилея Бандеры и начала года России на Украине провело пикетирование РКЦ. Они глумилась над литературой на русском языке, в том числе и над книгами таких классиков как Толстой и Достоевский. Руководитель пикетчиков львовский литератор Игорь Калинец назвал РКЦ «оплотом московского шовинизма», а русских — пятой колонной. По его словам, русские — это «народ — палач, нация, не имеющая ничего святого»[10]. После себя у ступенек, ведущих в здание, пикетчики оставили большую гору книг и толстых журналов на русском языке, и пустые бутылки из под водки, перед этим заявив: «Пусть русские заберут себе то, что принесли с собой в Украину»[11].
- В июне 2003 года была разбита булыжником витрина с афишами о предстоящих мероприятиях[12].
- В ночь на 23 июня 2003 года фасад здания был испоганен надписью: «Кацапы, не обписывайте нецензурщиной наши святыни. Будем злиться». Спустя несколько дней в витрины центра вновь полетели камни: афиши извещали о предстоящем концерте «Песни о Ленинграде», посвященном 300-летию Санкт-Петербурга[12].
- В ночь на 29 октября 2003 года неизвестные злоумышленники бросили в окна центра бутылку, которая пробила двойное стекло и упала в зал. Зажигательной смеси в ней не оказалось[10].
- В ноябре 2004 года во время «оранжевой революции» на стенах здания были написаны русофобские и антисемитские лозунги, а также стены были изрисованы свастикой[13].
- В ночь на 8 июня 2005 года был вдребезги разбит бюст Александра Пушкина работы львовского скульптора Е.Касселя, а также витрина и оконное стекло концертного зала Центра[14].
- В ночь на 16 ноября 2005 года неизвестные разбили фасадные окна и витрину с объявлениями[9].
- В ночь на 26 апреля 2007 года неизвестные облили соляркой и подожгли установленный на фасаде здания бюст Александра Пушкина. Бюст Пушкина был изготовлен из синтетических материалов, поэтому сгорел полностью и восстановлению не подлежит. Злоумышленники также разбили стекла всех окон культурного центра и предприняли попытку поджечь дверь, ведущую на чердачное помещение РКЦ[15].
- В ночь на 22 марта 2008 года вандалы забросали центр бутылками из под пива. Вследствие инцидента разбита витрина, установленная у входа в центр[16].

Реакция
После очередного нападения на РКЦ председатель Русского движения Украины Александр Свистунов заявил: «Мы хорошо понимаем, что эти нападения стали хроническими и мы абсолютно не удивляемся бездеятельности властей и беспомощности органов. Хотелось бы подчеркнуть, что ни одна политическая сила, которая декларирует великую дружбу и любовь к России, на сегодня так и не выступила с осуждением подобного рода актов. Нападают не просто на русскую организацию, а на культурный центр. Наши спецслужбы преуспели в отслеживании деятельности и прослушивании телефонов активистов русских организаций, а на защиту культурных центров у них просто не остается времени». Олег Лютиков, председатель Русского общества им. А. Пушкина, на вопрос: последовала ли должная реакция со стороны правоохранительных органов по предыдущим случаям, и оказали ли какую- либо помощь местные сказал: «Конечно же, нет. Никаких лиц, которые совершили эти деяния, обнаружено не было и никакой помощи оказано также не было. Закрашивать надписи и вставлять разбитые стекла пришлось собственными силами на средства членов Русского общества».
Нападения на Русский культурный центр во Львове вызывали заявления со стороны российского МИДа. В июне 2004 Виктор Ющенко, на тот момент кандидат на пост Президента Украины, обращался с публичным обращением к Службе безопасности Украины и МВД найти и наказать исполнителей и заказчиков нападений, предоставить круглосуточную охрану РКЦ. Расследования, проводившиеся по фактам нападений на РКЦ во Львове, результатов не дали.

## Закрытие культурного центра
25 октября 2016 года на сессии Львовского областного совета депутаты приняли решение про выселение Российского культурного центра из коммунального помещения на улице Короленко, 1А.
В тексте решения говорилось о том, что помещение вернут в собственность коммунальной организации «Нерухомість і майно», наладят и после этого сдадут в аренду другим организациям, осуществляющих деятельность связанную с АТО. Текст решения депутатам предложила временная контрольная комиссия, которая изучала данный вопрос с января 2016 года.
После того, как возможность выселения Русского культурного центра обсудили на заседании депутатской комиссии коммунального имущества, представители русской общественности Львова обратились к президенту Украины Петру Порошенко, «в связи с угрожающим состоянием относительно использования Русского культурного центра по ул. Короленко, 1-а в городе Львове русскими общественными организациями».
В 1999 году Львовским облсоветом для РКЦ установлена символическая плата за аренду помещения: 5 грн в месяц. Именно отсутствие адекватной оплаты аренды помещения в центре города стало одним из замечаний временной контрольной комиссии Львовского облсовета, которая более полугода изучала данный вопрос. Ещё в марте депутатов возмутило, что за помещением не следят должным образом.
Затем, 7 декабря 2016 года суд Львовской области обязал Русский культурный центр освободить помещение на ул. Короленко, 1А. Об этом сообщил заместитель главы Львовского облсовета Владимир Гирняк на своей странице в Фейсбук.
После сессии Львовский облсовет требовал у Русского культурного центра освободить помещение до 14 ноября. Поскольку этого не было сделано, юристы облсовета подали иск о принудительном выселении культурного центра. Весной 2017 года РКЦ был выселен.

## Дополнительные факты
- Здание РКЦ находится в муниципальной собственности Львова. В 1999 году за аренду здания львовским мэром была установлена символическая плата 5 гривен в месяц[20].

- 28 декабря 2016 следователи управления Службы безопасности Украины во Львовской области открыли уголовное производство по признакам разжигания национальной розни в газете львовского «Русского культурного центра» «Русский вестник»[21].
- 27 июня 2022 года сотрудники СБУ задержали члена Русского культурного центра Александра Косторного. В тот же день следователь объявил ему подозрение в государственной измене (часть 1 статьи 111 Уголовного кодекса), а Галицкий райсуд Львова отправил его в СИЗО[22].